# 霧の森ホテル
『霧の森ホテル』（きりのもりホテル）は、篠原千絵による日本の漫画作品。『プチコミック』（小学館）にて、2006年8月号から不定期に連載。「本当のシリーズ最終話」と称したシリーズが『姉系プチコミック』（同社）にて、2025年5月号から短期集中連載として連載されている。

## あらすじ
人生に悩みが生じ、心の迷宮をさまよう者だけしか辿り着くことが出来ない場所、そこが霧の森ホテル。今日もまた、猫に導かれて様々な客が霧の中に佇むホテルを訪れる。

## 登場人物

### ホテル従業員
支配人
黒髪の男性。
ベルボーイ
金髪の少年。
ドアマン
男性。詳細不明。
ハウスドクター
ホテルの専属医。女性。
庭師 / バーテンダー
ウェーブがかった長髪の男性。昼は庭師、夜はバーテンダーをする。
エステティシャン
女性。詳細不明。
バスバトラー
客の好みに合わせバス（風呂）を用意する。
猫
何匹もいる。客をホテルへ導く存在。
御園生 薫（みそのお かおる）
小説家。ホテルのペントハウスで執筆活動をしている。客室に残った客の感情を除去（クリーニング）する。御園生がどんな人物でいつ来るのかは、支配人さえ知らない。除去した感情は御園生自身の中に残るため、小説にして世間に発表する。客が残していった事実を小説にするため、どんなジャンルでも書ける小説家として引く手数多の人気作家である。

## 書誌情報
- 篠原千絵 『霧の森ホテル』 小学館〈フラワーコミックスα〉、既刊2巻（2008年1月25日現在）
  1. 2007年3月26日発売[3]、ISBN 978-4-09-130898-6
  2. 2008年1月25日発売[3]、ISBN 978-4-09-131459-8